# Henny van Schoonhoven
Henny van Schoonhoven (* 28. August 1970 in Utrecht; † 11. September 2009 in Maarssen) war ein niederländischer Fußballspieler.

## Leben
Henny van Schoonhoven spielte in der Jugend für verschiedene Klubs, ehe er vom Amateurklub USV Elinkwijk 1998 zum FC Utrecht wechselte. Dort schwankte der Defensivspieler in den folgenden anderthalb Jahren zwischen Ersatzbank und Startformation. Nach 26 Einsätzen in der Eredivisie verlieh ihn der Klub daher zum Jahreswechsel 1999/2000 an den seinerzeitigen Zweitligisten ADO Den Haag. Nach Ende der Leihfrist wechselte er im Sommer zum Erstligaabsteiger SC Cambuur in die Eerste Divisie. Verletzungsbedingt kam er jedoch nur unregelmäßig zum Einsatz, so dass 2003 sein Vertrag aufgelöst wurde.
Kurz nach seinem 39. Geburtstag erlag van Schoonhoven, der wenige Tage zuvor unter Anfeuerungsrufen der Anhänger ein Ligaspiel des FC Utrecht im Stadion Galgenwaard verfolgt hatte, am 11. September 2009 einer Krebserkrankung. Der FC Utrecht bestritt daraufhin sein folgendes Ligaspiel im Trauerflor.